# Supercopa do Brasil de 2023
A Supercopa do Brasil de 2023 (chamada oficialmente de Supercopa Betano 2023 por questões de patrocínio) foi a sexta edição da Supercopa do Brasil de Futebol, torneio anual organizado pela Confederação Brasileira de Futebol (CBF) desde 2020 que reúne, em um jogo único, os campeões da Série A do Campeonato Brasileiro de Futebol e da Copa do Brasil de Futebol da temporada anterior. Essa edição contou com o Palmeiras, de São Paulo, campeão do Campeonato Brasileiro de 2022, e o Flamengo, do Rio de Janeiro, campeão da Copa do Brasil de 2022. A partida foi apitada pelo árbitro goiano Wilton Pereira Sampaio, do quadro da Federação Internacional de Futebol (FIFA).
Em 2 de novembro de 2022, a CBF anunciou que o torneio aconteceria em 28 de janeiro de 2023, embora sem sede definida. Várias federações estaduais de futebol, como as de Pernambuco, Ceará e Rio Grande do Norte se candidataram para receber o torneio; havia também propostas para que ocorresse na Arábia Saudita ou nos Estados Unidos. Finalmente, a entidade anunciou, em 11 de janeiro de 2023, que a partida aconteceria no estádio Mané Garrincha, em Brasília, Distrito Federal, às 16 horas e 30 minutos (horário local).
O Palmeiras sagrou-se campeão ao derrotar o Flamengo por 4–3. Os cariocas abriram o placar com Gabriel Barbosa aos 25 minutos do primeiro tempo, cobrando pênalti, mas os paulistas viraram o jogo com gols de Raphael Veiga e Gabriel Menino ainda no primeiro tempo. Na segunda etapa, Barbosa fez o seu segundo gol na partida e empatou o jogo, aos seis minutos. O Palmeiras novamente ficou à frente no placar após Veiga cobrar pênalti aos treze minutos, mas Pedro deixou o placar igualado dois minutos depois. O jogo permaneceu empatado até os 28 minutos, quando Menino fez o quarto gol alviverde, resultado que se manteve até o final da partida. Foi o primeiro título da Supercopa conquistado pelo alviverde; ele havia sido vice para o próprio rubro-negro carioca na edição de 2021.
Após a partida, muitos comentários na imprensa surgiram se o quarto gol palmeirense foi irregular ou não; o Flamengo chegou a protocolocar um afastamento da equipe de arbitragem. Outra controvérsia foi o comportamento do técnico Abel Ferreira à beira do campo, criticado por profissionais da imprensa e pela Federação Nacional dos Atletas Profissionais de Futebol (FENAPAF); o Palmeiras e a Federação Paulista de Futebol (FPF) emitiram notas respaldando o treinador.

## Antecedentes
A Supercopa do Brasil de 2023, que teve seus naming rights vendidos para a casa de apostas Betano em 18 de janeiro de 2023, foi a sexta edição desse torneio, que reúne os campeões da Série A do Campeonato Brasileiro de Futebol e o da Copa do Brasil de Futebol. Organizado pela CBF, a primeira disputa ocorreu em 1990, quando o Grêmio, então campeão da Copa do Brasil, derrotou o Vasco da Gama. Entretanto, o torneio sofreu então um hiato de pouco menos de trinta anos, retornando apenas em 2020.
Foi a quinta vez que os rubro-negros se classificaram para o torneio, sendo campeões em 2020, quando venceram o Athletico Paranaense e, em 2021, quando derrotaram o próprio Palmeiras; foram vice-campeões em 1991, para o Corinthians e, em 2022, para o Atlético Mineiro. Por sua vez, foi a segunda vez que os alviverdes se qualificaram para o torneio. No retrospecto de decisões de título entre as duas equipes, foi a quarta vez que elas se enfrentaram. O Flamengo levou a melhor na final da Copa Mercosul de 1999 e na supracitada Supercopa de 2021, enquanto o Palmeiras conquistou a Libertadores da América de 2021 em cima dos cariocas.
| Clubes    | Cidade         | Classificação                         | Participação (anteriores)     |
| --------- | -------------- | ------------------------------------- | ----------------------------- |
| Palmeiras | São Paulo      | Campeão do Campeonato Brasileiro 2022 | 2.ª (2021)                    |
| Flamengo  | Rio de Janeiro | Campeão da Copa do Brasil 2022        | 5.ª (1991, 2020, 2021 e 2022) |

## Pré-jogo

### Sede e data

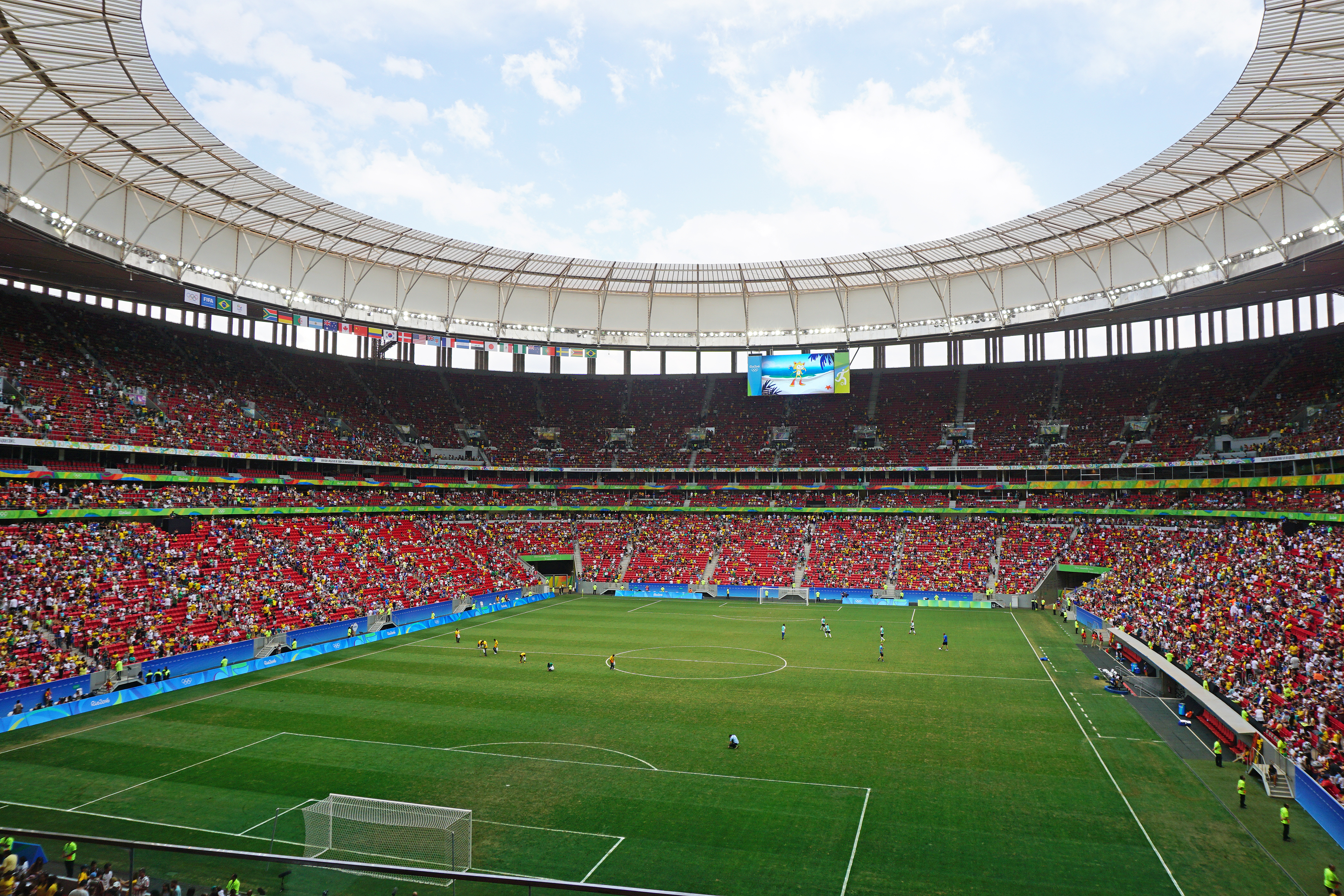
O Estádio Mané Garrincha foi designado como palco para a partida.

Em outubro de 2022, federações do nordeste se candidataram para sediar a competição, dentre elas a Federação Pernambucana de Futebol (FPF), que propôs que a partida ocorresse na Arena de Pernambuco, no Recife; a Federação Cearense de Futebol (FCF) apresentou a Arena Castelão, em Fortaleza, como opção, e finalmente a Federação Norte-rio-grandense de Futebol (FNF) propôs a Arena das Dunas, em Natal. Além das três opções, a CBF tinha o Estádio Mané Garrincha, em Brasília, como candidato a sediar o torneio.
Em 2 de novembro de 2022, a CBF anunciou — com a confirmação do título do Palmeiras, no Campeonato Brasileiro de 2022 — que a Supercopa do Brasil de 2023 aconteceria em 28 de janeiro de 2023, porém ainda sem local definido. Entretanto, em 21 do mesmo mês, durante um evento da Confederação Sul-Americana de Futebol (CONMEBOL), em Doha, no Catar, o presidente da CBF, Ednaldo Rodrigues, indicou que a data da Supercopa dependeria da definição da data da Copa do Mundo de Clubes da FIFA de 2022, já que o Flamengo estaria nos dois eventos. Em relação ao local, Rodrigues também relatou que existiam duas propostas de realização da competição na Arábia Saudita ou nos Estados Unidos, mas também que essa decisão estava relacionada ao Mundial.
Finalmente, em 11 de janeiro de 2023, a entidade determinou que a disputa acontecesse em 28 de janeiro, um sábado, no Estádio Mané Garrincha, em Brasília, às 16 horas e 30 minutos, horário local.

### Arbitragem
Em 17 de janeiro, a CBF divulgou que desejava exibir as imagens dos lances em revisão pelo árbitro assistente de vídeo (VAR) no telão do estádio. O objetivo seria usar a partida como teste para envio da novidade para a FIFA, desfavorável a ideia. O árbitro escolhido para a partida foi o goiano Wilton Pereira Sampaio, do quadro da Confederação, e da FIFA, desde 2013. Os demais árbitros seriam também do quadro da FIFA: os assistentes Bruno Boschilia (PR) e Bruno Pires (GO), o quarto árbitro Savio Pereira Sampaio (DF) e a quinta árbitra, Leila Naiara Moreira da Cruz (DF). O VAR seria comandado por Rodrigo D'Alonso Ferreira (SC).

### Escalações
O Palmeiras veio para o confronto sem desfalques, embora duas peças consideradas importantes haviam se transferido no fim da temporada anterior: os meio-campistas então titulares Danilo e Gustavo Scarpa ambos foram negociados com o Nottingham Forest, da Inglaterra, e a diretoria palmeirense não havia contratado nenhum jogador para reforçar a equipe na pré-temporada.
Do lado flamenguista, o técnico Dorival Júnior, que havia conquistado a Libertadores de 2022 e a supracitada Copa do Brasil de 2022 com os rubro-negros, não teve seu contrato renovado no fim da temporada de 2022, e deu lugar ao português Vítor Pereira, que havia saído do Corinthians. Pereira não pôde contar com o atacante Bruno Henrique, que estava lesionado, para a partida. Além disso, o lateral-esquerdo Filipe Luís, titular da equipe, não estava apto fisicamente para começar jogando e deu lugar a Ayrton Lucas.

## Partida
Antes do início do jogo, o ex-zagueiro Lúcio e o ex-atacante Nunes, que jogaram por Palmeiras e Flamengo respectivamente, entraram em campo com a taça da Supercopa. O pré-jogo marcou uma série de homenagens feitas ao ao ex-jogador Pelé, falecido em dezembro de 2022: Ednaldo Rodrigues entrou em campo com Flávia e Kely Nascimento, filhas do ex-jogador; cada um dos três segurava uma taça de Copa do Mundo conquistada por ele. Pouco depois, os jogadores de ambos os times entraram em campo vestindo camisas com o número dez, número que Pelé usou durante sua carreira.

### Primeiro tempo

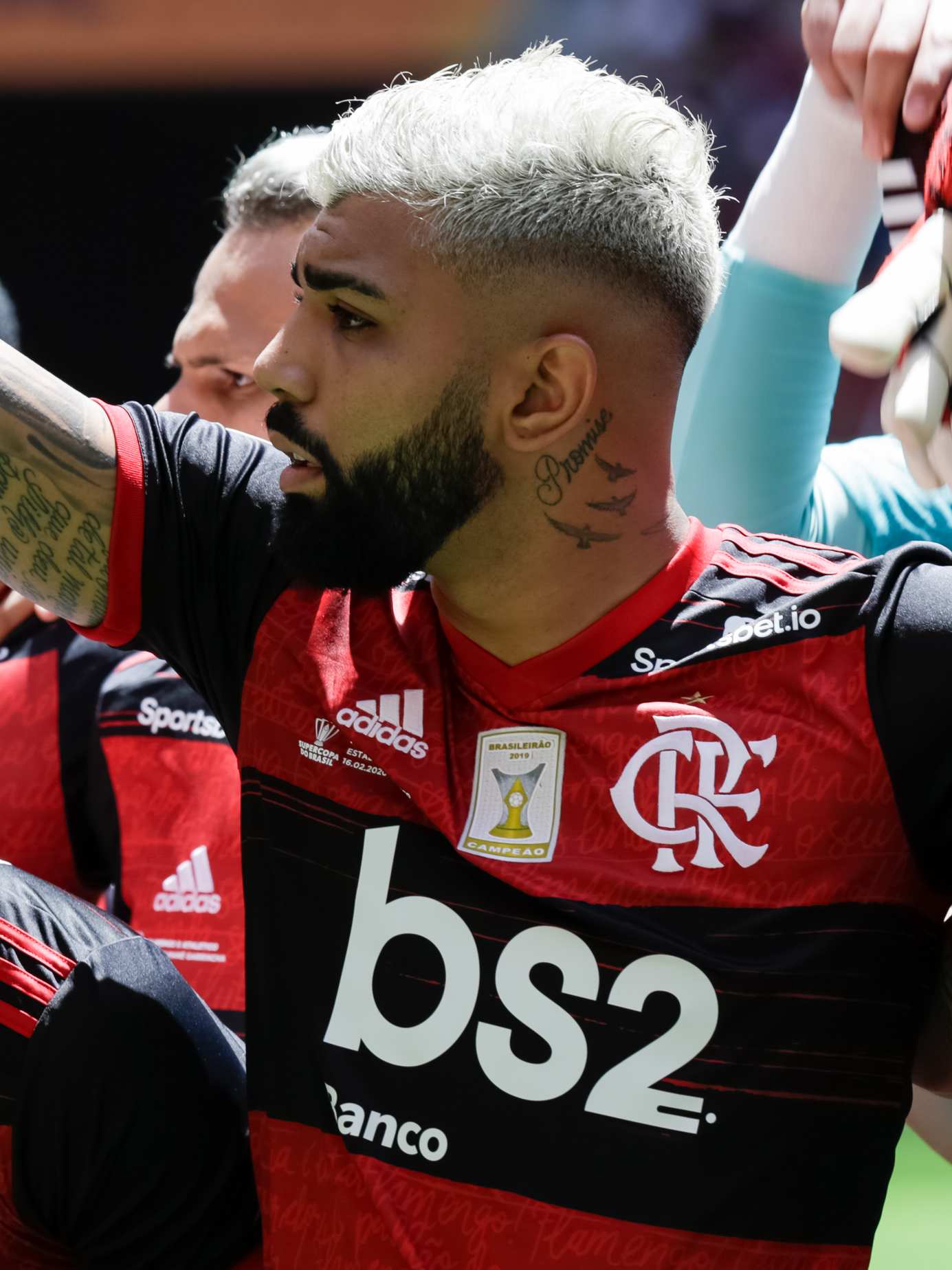
Gabriel Barbosa abriu o placar para o Flamengo no primeiro tempo.

A Supercopa do Brasil de Futebol de 2023 começou às 16 horas e 30 minutos do horário local, para um público de 56 095 presentes no estádio Mané Garrincha. O jogo começou bastante equilibrado, com muitas disputas de bola nos primeiros minutos, poucas chances claras de gol e muitas faltas, principalmente no meio de campo. A partida seguiu assim até os 22 minutos, quando o meio-campista palmeirense Zé Rafael perdeu a bola para o também meio-campista flamenguista De Arrascaeta no campo de defesa palestrino.(0:03–0:14) O atleta rubro-negro invadiu a área e foi derrubado pelo próprio Zé Rafael; o árbitro Wilton Pereira Sampaio assinalou pênalti. O atacante do Flamengo Gabriel Barbosa cobrou no canto direito do goleiro Weverton, que pulou no canto esquerdo, abrindo o placar para os cariocas. Por tirar a camisa na comemoração, Barbosa levou cartão amarelo.(0:15–0:28)
O Palmeiras então começou a criar suas chances na partida. A primeira chegada foi aos 33 minutos, quando o atacante Endrick finalizou rasteiro após jogada de Zé Rafael, mas o goleiro Santos defendeu.(0:29–0:38) Quatro minutos depois, os palestrinos chegaram ao empate: em jogada individual, o atacante Dudu chutou em direção ao gol; dentro da área, o zagueiro flamenguista David Luiz esticou a perna na tentativa de bloquear o chute, mas acabou amortecendo a bola para o meio-campista Raphael Veiga, que chutou no canto direito do goleiro Santos, igualando o placar.(0:47–1:08) Os paulistas então ficaram à frente na partida nos acréscimos do primeiro tempo, após o meio-campista Gabriel Menino acertar um chute de fora da área, de perna esquerda, no canto superior direito da meta rubro-negra; a bola chegou a resvalar na trave antes de entrar.(1:15–1:39)

### Segundo tempo

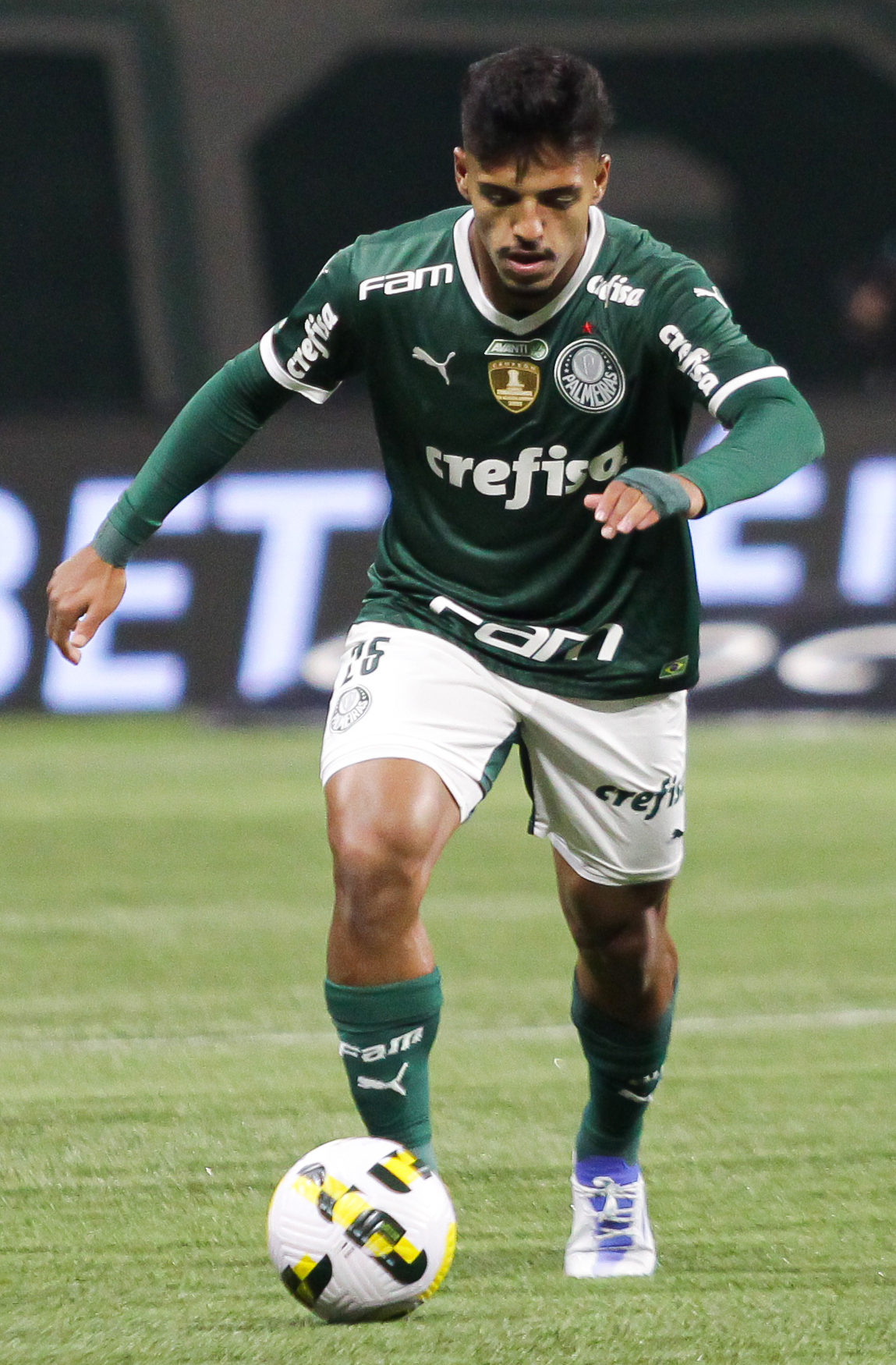
Gabriel Menino colocou o Palmeiras em vantagem aos 28 minutos do segundo tempo, resultado que se manteve até o fim da partida.

As duas equipes voltaram do intervalo sem alterações, e o que se viu durante a segunda etapa foi um jogo frenético, movimentado, e com gols de ambas as equipes. Perdendo por 2–1, o Flamengo pressionou nos primeiros minutos, obrigando o goleiro Weverton a fazer defesas em finalizações do atacante Pedro e de De Arrascaeta.(1:40–1:51) Até que, aos cinco, os cariocas deixaram novamente a partida empatada, e novamente com Gabriel Barbosa: ele recebeu passe em profundidade do meio-campista Éverton Ribeiro e tocou por cima de Weverton, na saída do goleiro.(1:51–2:10)
Aos dez minutos, o Palmeiras teve um pênalti assinalado a seu favor, após Ribeiro tocar a bola com o braço direito dentro da área flamenguista;(2:10–2:22) Raphael Veiga cobrou à baixa altura, no canto esquerdo de Santos, botando novamente os alviverdes em vantagem.(2:22–2:40) Entretanto, poucos minutos depois, aos quinze, o Flamengo igualou novamente o placar, com Pedro. O atacante recebeu cruzamento rasteiro do lateral-esquerdo Ayrton Lucas, e, dentro da área, tocou de calcanhar direito no canto esquerdo da meta palestrina, deixando o placar em 3–3.(2:38–3:11)
A intensidade do jogo então começou a cair, mas não o suficiente para impedir novos lances de gols. Aos 22, o atacante palmeirense Rony tentou uma finalização dentro da área, para a defesa de Santos. No contra-ataque do lance, Pedro recebeu de De Arrascaeta em velocidade, invadiu a área palmeirense, mas, na hora de finalizar para o gol, teve o arremate bloqueado pelo lateral-direito palmeirense Marcos Rocha.
Aos 28 minutos, o Palmeiras ficou à frente no marcador novamente. Dudu acionou Raphael Veiga pela esquerda; o meia cruzou rasteiro para o meio da área, onde, após desvio do zagueiro flamenguista Leo Pereira, a bola sobrou para Gabriel Menino, que, desequilibrado, arrematou de pé esquerdo no canto superior esquerdo de Santos, deixando o placar em 4–3 para os palestrinos.(3:11–3:41) Os jogadores flamenguistas protestaram com o árbitro Wilton Pereira Sampaio, alegando que o lateral-direito palmeirense Mayke (que havia entrado no lugar de Endrick), que estava em posição de impedimento na jogada, havia obstruído o goleiro Santos e que o gol deveria ser anulado; porém, tanto Sampaio quanto o VAR confirmaram o gol.
Várias alterações foram então realizadas pelos dois times. As equipes ganharam fôlego, e o que se viu foi o Flamengo pressionando pelo gol de empate e o Palmeiras tentando aproveitar os contra-ataques para abrir vantagem, mas o nervosismo de ambas as equipes atrapalhava as conclusões das jogadas. No último lance da partida, os cariocas tiveram um escanteio pela esquerda; Éverton Ribeiro cobrou à meia altura, o meio-campista Arturo Vidal desviou de cabeça para a pequena área e o também meio-campista Thiago Maia cabeceou para o gol, mas não deu direção certa para a bola e ela passou à direita do gol de Weverton. O árbitro Wilton Pereira Sampaio encerrou a partida em seguida, após ter dado oito minutos de acréscimo.

### Detalhes
| 28 de janeiro | Palmeiras                                                | 4 – 3                                 | Flamengo                                   | Estádio Mané Garrincha, Brasília                                                  |
| 16:30 (UTC−3) | Raphael Veiga 38', 58' (pen) · Gabriel Menino 45+4', 74' | Súmula (CBF) Boletim financeiro (CBF) | 26' (pen), 51' Gabriel Barbosa · 60' Pedro | Público: 56 095 Renda: R$ 11 654 482,70 Árbitro: GO Wilton Pereira Sampaio (FIFA) |

| 0 | Palmeiras | Flamengo | 0 |  |

| G             | 21            | Weverton          |               |            |
| LD            | 2             | Marcos Rocha      |               |            |
| Z             | 15            | Gustavo Gómez     |               |            |
| Z             | 26            | Murilo            |               |            |
| LE            | 22            | Joaquín Piquerez  |               |            |
| M             | 25            | Gabriel Menino    | 45+6'         | 79'        |
| M             | 8             | Zé Rafael         |               | 86'        |
| M             | 23            | Raphael Veiga     |               |            |
| A             | 7             | Dudu              |               | 86'        |
| A             | 10            | Rony              |               | 86'        |
| A             | 16            | Endrick           |               | 64'        |
| Reservas:     |               |                   |               |            |
| G             | 42            | Marcelo Lomba     |               |            |
| Z             | 4             | Benjamín Kuscevic |               |            |
| Z             | 13            | Luan              |               | 86'        |
| LD            | 12            | Mayke             |               | 64'        |
| LE            | 6             | Vanderlan         |               |            |
| M             | 11            | Bruno Tabata      |               |            |
| M             | 20            | Eduard Atuesta    |               |            |
| M             | 30            | Jailson           |               | 79'        |
| A             | 17            | Giovani           |               |            |
| A             | 18            | Flaco López       |               |            |
| A             | 19            | Breno Lopes       |               | 86'        |
| A             | 29            | Rafael Navarro    |               | 86'        |
| Treinador:    |               |                   |               |            |
| Abel Ferreira | Abel Ferreira | Abel Ferreira     | Abel Ferreira | 43', 90+6' |

| G             | 1  | Santos                 |       |     |
| LD            | 2  | Guillermo Varela       |       | 75' |
| Z             | 23 | David Luiz             | 36'   |     |
| Z             | 4  | Leo Pereira            |       |     |
| LE            | 6  | Ayrton Lucas           |       | 88' |
| M             | 8  | Thiago Maia            |       |     |
| M             | 20 | Gerson                 |       | 79' |
| M             | 7  | Éverton Ribeiro        | 90+5' |     |
| M             | 14 | Giorgian De Arrascaeta |       | 75' |
| A             | 10 | Gabriel Barbosa        | 26'   |     |
| A             | 9  | Pedro                  | 90+8' |     |
| Reservas:     |    |                        |       |     |
| G             | 25 | Matheus Cunha          |       |     |
| Z             | 3  | Rodrigo Caio           |       |     |
| Z             | 15 | Fabrício Bruno         |       |     |
| Z             | 30 | Pablo                  |       |     |
| LD            | 34 | Matheuzinho            |       | 75' |
| LE            | 16 | Filipe Luís            |       |     |
| M             | 5  | Erick Pulgar           |       |     |
| M             | 32 | Arturo Vidal           |       | 79' |
| M             | 42 | Matheus França         |       | 88' |
| A             | 11 | Everton Cebolinha      |       | 75' |
| A             | 31 | Marinho                | 90+6' |     |
| A             | 46 | Matheusão              |       |     |
| Treinador:    |    |                        |       |     |
| Vítor Pereira |    |                        |       |     |

| Craque do jogo: Raphael Veiga (Palmeiras) |

| Árbitros assistentes: PR Bruno Boschilia (FIFA) GO Bruno Pires (FIFA) Quarto árbitro: DF Savio Pereira Sampaio (FIFA) | Quinta árbitra: DF Leila Naiara Moreira da Cruz (FIFA) Analista de campo: SP Regildenia Moura Árbitro assistente de vídeo: SC Rodrigo D'Alonso Ferreira | Árbitros assistentes de árbitro de vídeo: SC Helton Nunes SC Rafael Traci Observador de VAR: MG Giulliano Bozzano |

### Estatísticas
| Primeiro tempo      | Palmeiras | Flamengo |
| ------------------- | --------- | -------- |
| Gols marcados       | 2         | 1        |
| Finalizações totais | 9         | 5        |
| Finalizações a gol  | 5         | 2        |
| Escanteios          | 3         | 1        |
| Defesas             | 1         | 3        |
| Cartões amarelos    | 1         | 2        |
| Cartões vermelhos   | 0         | 0        |

| Segundo tempo       | Palmeiras | Flamengo |
| ------------------- | --------- | -------- |
| Gols marcados       | 2         | 2        |
| Finalizações totais | 9         | 9        |
| Finalizações a gol  | 3         | 7        |
| Escanteios          | 2         | 3        |
| Defesas             | 5         | 1        |
| Cartões amarelos    | 0         | 3        |
| Cartões vermelhos   | 0         | 0        |

| Total               | Palmeiras | Flamengo |
| ------------------- | --------- | -------- |
| Gols marcados       | 4         | 3        |
| Finalizações totais | 18        | 14       |
| Finalizações a gol  | 8         | 9        |
| Escanteios          | 5         | 4        |
| Defesas             | 6         | 4        |
| Cartões amarelos    | 1         | 5        |
| Cartões vermelhos   | 0         | 0        |

## Pós-jogo e reações

### Palmeiras

Jogadores palmeirenses comemorando a conquista da Supercopa. O capitão Gustavo Gómez segura a taça.

O Palmeiras conquistou a Supercopa do Brasil pela primeira vez na sua história, após ter sido vice para o próprio Flamengo, em 2021. Se juntou aos cariocas, ao Corinthians, ao Grêmio e ao Atlético Mineiro como clubes que conquistaram o torneio. Foi o décimo sétimo título nacional conquistado pelo alviverde, que aumentou a vantagem para o próprio Flamengo na lista de maiores vencedores de campeonatos nacionais. Como premiação, recebeu dez milhões de reais da CBF com o título, mais do que o dobro da última edição; além desse valor, recebeu também um milhão de dólares (por volta de cinco milhões de reais, na época) da Confederação Sul-Americana de Futebol (CONMEBOL).
Eleito o melhor em campo, Raphael Veiga agradeceu ao departamento médico por sua recuperação, após ter se lesionado em 2022. Além disso, também exaltou o jogo feito pelas duas equipes, dizendo que elas "protagonizam bons jogos". Da parte da comissão técnica, foi o sétimo título conquistado por Abel Ferreira com o Palmeiras em pouco mais de dois anos de comando no alviverde. O fato fez o português passar Luiz Felipe Scolari no ranking de treinadores com mais títulos pelos palestrinos; Scolari venceu seis.

### Flamengo
O Flamengo foi vice da Supercopa do Brasil pela segunda vez, após ter perdido a edição de 2022 para o Atlético Mineiro. Embora os cariocas não tenham conquistado o título, receberam cinco milhões de reais de premiação da CBF. Para o presidente do clube, Rodolfo Landim, apesar do vice-campeonato, a partida foi "importante" pois o Flamengo precisava enfrentar um adversário de "alto nível" visando o Mundial de Clubes de 2022, torneio que disputaria dias depois; Landim ainda afirmou que a derrota não atrapalharia o estado da equipe para o Mundial.
Integrantes do time analisaram e deram seus relatos da partida. Vitor Pereira, técnico rubro-negro, lamentou que o quarto gol palmeirense tenha sido irregular (ver seção "Controvérsias" abaixo). Para Gabriel Barbosa, os flamenguistas deveriam ser "racionais" e que o comando de Pereira seria um "início de trabalho".

### Controvérsias

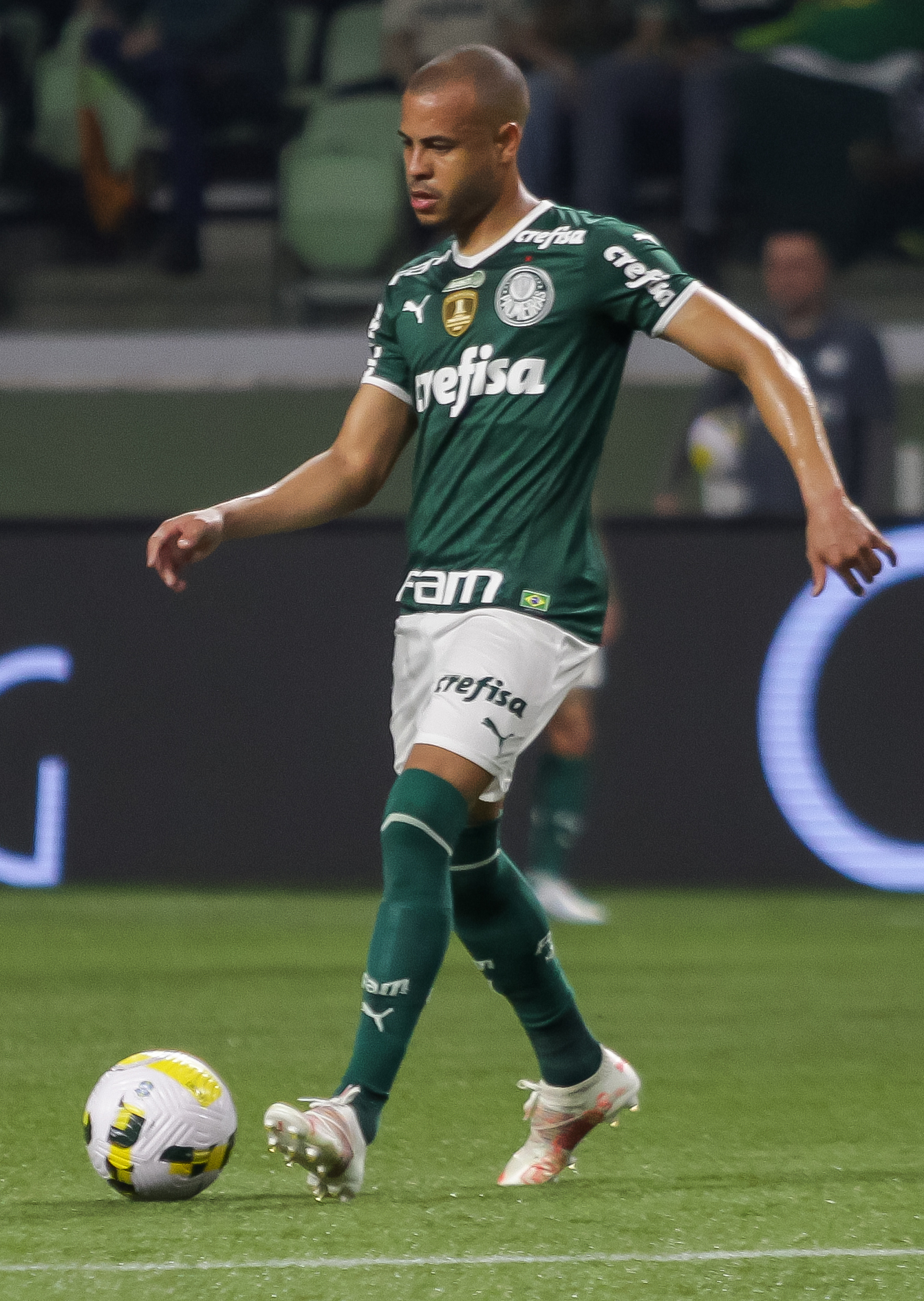
O lateral-direito Mayke foi protagonista de discussões a respeito do quarto gol palmeirense.

Tratando-se do resultado, a principal controvérsia que surgiu após o final da partida foi a respeito do quarto gol palmeirense. Houve a alegação de que, no momento do chute realizado por Gabriel Menino, o lateral-direito Mayke, que estava em posição de impedimento na jogada, teria atrapalhado o goleiro Santos e obstruído uma tentativa dele alcançar a bola, e, por isso, o árbitro Wilton Pereira Sampaio deveria ter anulado o gol. O próprio Santos afirmou após a partida que comunicou a Sampaio que "havia sido tocado" e que o VAR deveria checar, mas que "foi ignorado". Vários ex-árbitros comentaram sobre a decisão, e suas opiniões variaram entre o gol ter sido legal e ter sido irregular. No dia seguinte à final, a CBF divulgou o áudio do VAR, que foi comandado por Rodrigo D'Alonso Ferreira, onde a arbitragem conclui que não houve interferência de Mayke no lance. Um dia após o jogo, o Flamengo enviou um ofício à CBF exigindo o afastamento da equipe de arbitragem. Entretanto, o Superior Tribunal de Justiça Desportiva (STJD) julgou o caso e arquivou o processo, alegando que o lance foi "interpretativo" e que não houve qualquer infração por parte da arbitragem.
Outra polêmica que também foi debatida foi o comportamento do técnico palmeirense Abel Ferreira à beira do campo. Em um momento, nos acréscimos do segundo tempo, o português se irritou com o fato do árbitro Wilton Pereira Sampaio não ter marcado um escanteio a favor do Palmeiras; enfurecido, Abel correu até a um microfone que estava perto da área técnica alviverde e chutou o objeto. Após o ato, Sampaio prontamente expulsou o treinador. Após a partida, profissionais da imprensa, como Marcelo Barreto, do SporTV, e Arnaldo Ribeiro e Milly Lacombe, ambos do UOL, criticaram a postura de Abel. Além disso, a Federação Nacional dos Atletas Profissionais de Futebol (FENAPAF) emitiu uma nota dias depois, pedindo ao STJD uma punição ao treinador por ter interferido em uma jogada na lateral do campo com o uruguaio De Arrascaeta. Em resposta, o Palmeiras emitiu nota repudiando a manifestação, afirmando que Abel é um "profissional íntegro" e de que a manifestação da federação seria "oportunista". A Federação Paulista de Futebol (FPF) também emitiu nota respaldando o treinador alviverde e chamando o ato da FENAPAF de "ação despropositada". Em 8 de março, Abel foi julgado pelo STJD e recebeu dois jogos de suspensão pelos atos. O Palmeiras entrou com pedido de recurso e, em 12 de abril, teve seu pedido aceito; o STJD converteu a suspensão do técnico em doações para entidades assistenciais.